# Dormánd
Dormánd è un comune dell'Ungheria di 1.026 abitanti (dati 2001). È situato nella contea di Heves.